# 池田夢見
池田 夢見（いけだ ゆめみ、1986年10月22日 - ）は、日本の歌手、シンガーソングライター。
大阪府貝塚市出身、東京都在住。
2010年8月1日からアーティスト名をemuy（エミュイ）に変更。血液型B型。 

## 人物
3人きょうだいの真ん中として誕生。姉と弟が居る。同じくシンガーソングライターで『だんじりロッカー』として知られるIKECHANは父である。
貝塚市立南小学校、貝塚市立第四中学校、大阪府立日根野高等学校卒業。高校在学中の16歳の時、yumemi名義で『SAIKA』でインディーズデビュー。2003年に矢井田瞳のコンサートにゲスト出演。
2006年に北浦正尚のプロデュースでメジャーデビュー。デビュー当時暫くは泉州地区を中心に活動を行っていたが、2008年に上京し、同年8月10日にさいたま市のライブハウス『Hearts』でのライブを実現、東京方面でも活躍する様になった。
2008年12月に、ウェブサイトとブログが全てリニューアルされた。2010年06月29日に公式ウェブサイトを再リニューアルしたことをブログにて通知した。
同年8月1日のアーティスト名変更に伴い、公式サイトとブログを新規に立ち上げ。池田夢見-myspaceについては退会処理を行い、2010年9月20日にemuy-myspaceとして再登録となった。
2012年2月より音楽活動を池田夢見（emuy)の表記に改める。ニックネームにemuy【エミュイ】を持ち、サイトURLやブログはemuy.jpとemuyblogのまま更新している。

## CD
- Daily Life
- Real Love
- everybody

## 提供作品
ジェジュン
- 「Your Love」（作詞）